# Frederike van Uildriks
Frederica Johanna (Frederike) van Uildriks (Groningen, 31 mei 1854 – Gorssel, 12 juli 1919) was een Nederlandse lerares en schrijfster. Ze heeft een belangrijke rol gespeeld in het toegankelijk maken van de natuurstudie en de volkenkunde in Nederland.

## Biografie

### Jeugd, opleiding en onderwijsloopbaan
Frederike van Uildriks werd op 31 mei 1854 geboren in de stad Groningen. Haar moeder was Sara Maria van de Moer (1828-1894). Haar vader was Jozua Wientjes van Uildriks (1827-1869). Haar beide grootmoeders, Frederika Hoitsema - die met de vader van Frederike's vader trouwde - en Johanna Hoitsema - die met de vader van haar moeder in het huwelijk trad - stamden uit het drukkers- en uitgeversgeslacht Sipkes-Hoitsema, dat onder andere de Groninger Courant uitgaf.
Haar beide grootvaders waren Medicinae Doctores. Frederike's vader was gemeente-ambtenaar, advocaat en notaris in Groningen. Hij was tussen 1862 en 1869 gemeentesecretaris. Hij stierf in 1869 na een kortdurende ziekte. Frederike was toen vijftien. Haar twee zusters, Johanna en Hillegonda waren resp. elf en zes jaar oud.
Na de lagere school ging Frederike naar de Fransche school (een soort MULO), waar ze de lageronderwijsakten voor Duits en Frans behaalde. Er was in die tijd nog geen kweekschool voor onderwijzeressen in Groningen. Een groot deel van haar opleiding deed Frederike via zelfstudie. Ze werd lid van het 'Leesmuseum' en van het Natuur- en Scheikundig genootschap Physica in Groningen. Vanaf 1876 werd ze hulponderwijzeres aan de (M)ULO voor meisjes aan de Oude Boteringestraat.
In september 1877 begon Frederike met het bijhouden van een dagboek. Dat heeft ze met enige onderbrekingen volgehouden tot 1910. Ondanks het feit dat dit dagboek weinig “persoonlijke achtergronden” vermeldde, biedt het een goede beeld van de ontwikkeling van een jong meisje uit de gegoede burgerij tot de zelfstandige vrouw die Frederike later zou worden.
Nadat ze op 9 en 10 oktober 1879 met succes examen voor hoofdonderwijzeres had gedaan, werd ze meteen lerares aan de Middelbare School voor Meisjes (ook wel genoemd de meisjes-HBS), waar ze tot 1886 Nederlands gaf. Op 20 en 21 december 1883 slaagde ze voor het examen voor de MO-akte aardrijkskunde. Ze had al eerder een MO-akte Nederlands gehaald, en ze haalde ook nog een MO-akte geschiedenis.
Op 1 mei 1887 werd ze benoemd tot lerares aan de Bijzondere Middelbare School voor Meisjes aan de Herengracht in Amsterdam, de school waar de dochters van de Amsterdamse elite in die tijd hun opleiding kregen: meisjes als Johanna Westerdijk, Mia Boissevain en Rosa Manus. In deze tijd maakt ze kennis met Aletta Jacobs, Carel Victor Gerritsen en Hélène Mercier. Ze woonde een half jaar op kamers in de Vossiusstraat, maar verhuisde daarna naar Hilversum, waar haar moeder en zusters waren gaan wonen. Later gingen ze gezamenlijk weer in Amsterdam wonen.

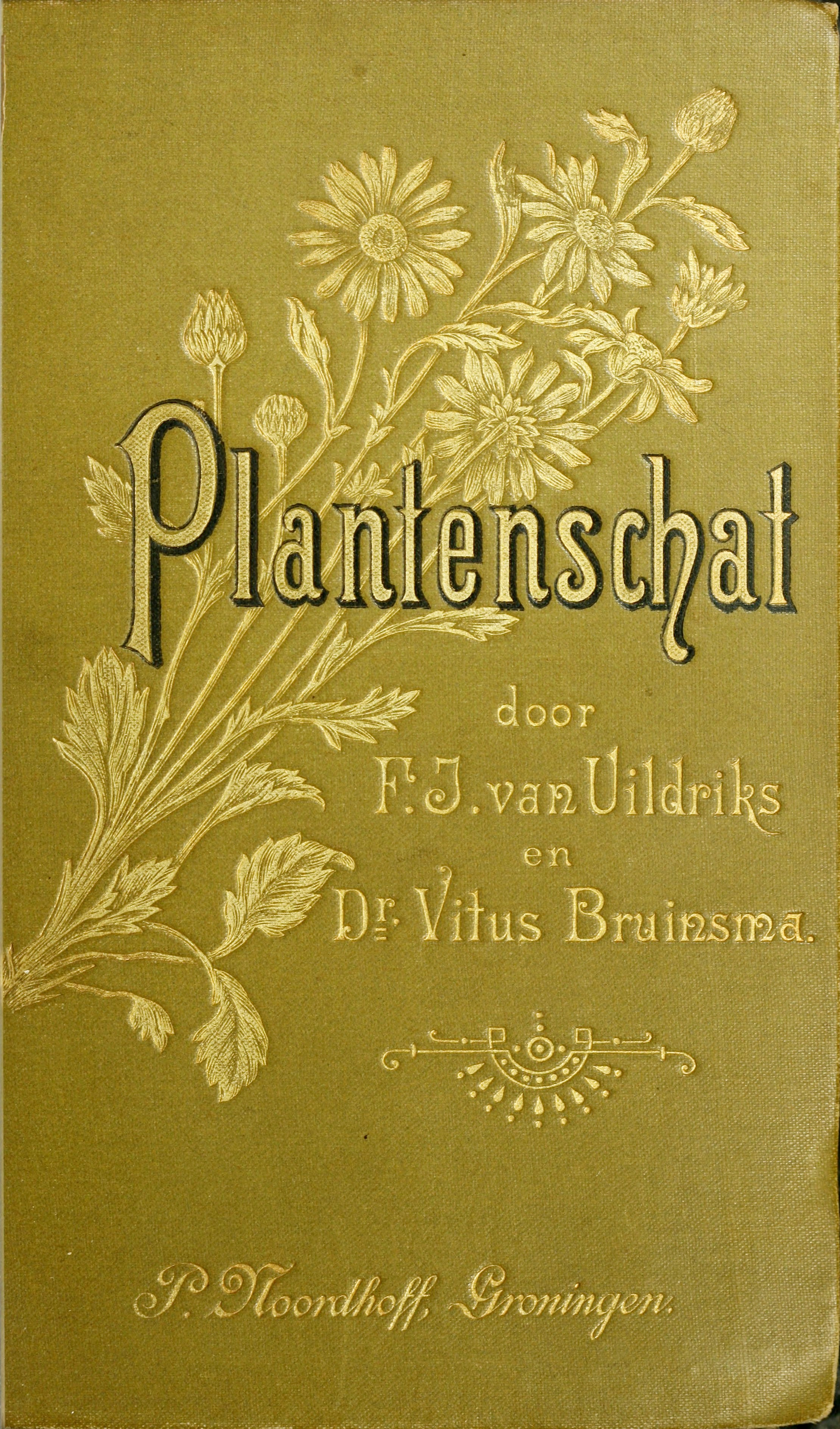
Plantenschat

### Samenwonen met Vitus Bruinsma
Op 31 december 1891 liet Frederike van Uildriks zich inschrijven in Gorredijk in Friesland. Ze was zesendertig jaar en ging ongehuwd samenwonen met een getrouwde man: Vitus Jacobus Bruinsma. Vitus Bruinsma was een “Multatuliaan”, socialist en self-made natuurwetenschapper. Hij was ongeveer vier jaar ouder dan Frederike. Ze hadden elkaar leren kennen op een vergadering van de Vereeniging van Leeraren aan Inrichtingen van Middelbaar Onderwijs (VLMO) in 1880 of 1881. In een dagboekaantekening van 3 september 1881 heeft ze het al over een “hechte, duurzame vriendschap” die zich heeft gevormd tussen haar en dr. Bruinsma en tussen de regels door kan een duidelijke verliefdheid worden gelezen. Ze wist dat hij getrouwd was, ze leerde zijn vrouw Hilda Lucia van den Berg kennen en mocht haar graag. Er vormde zich een patroon van wederzijdse bezoeken en ontmoetingen, en zelfs van gezamenlijke vakanties.
Toen ze in 1891 daadwerkelijk met Bruinsma ging samenleven had dat vergaande gevolgen voor haar sociale netwerk. Het 'vrije huwelijk' leidde aanvankelijk tot een verwijdering ten opzichte van naaste familie. En vooral voor Frederike gingen veel deuren dicht. Ook werd hun band voor de buitenwereld weleens verzwegen. In de eerste periode in Gorredijk was Van Uildriks voor een groot deel aangewezen op de contacten in socialistische kring van Bruinsma. In het halfjaar voorafgaand aan het samenwonen in Gorredijk hadden zowel Frederike als Vitus hun leraarsbaan opgezegd. Frederike begaf zich op het schrijverspad om in haar levensonderhoud te voorzien. Daarnaast gaven ze veel spreekbeurten op vergaderingen, 1-meivieringen enz.
In de Gorredijkse periode kreeg Frederike ook steeds meer belangstelling voor de natuur. In De Huisvrouw verscheen haar eerste “bloemenstukje”, waarbij ze het pseudoniem Flos (latijn voor bloem) gebruikte.
Frederike was altijd al een enthousiast zwemster. Toen ze in Gorredijk woonde bezocht ze regelmatig de zwem- en badinrichting in Heerenveen. Later – in Lochem – zou ze die gewoonte voortzetten. Ze probeerde dagelijks te baden in de Berkel, ook 's winters:
Vandaag. Maandag voor 't eerst het ijs kapot moeten stooten om in mijn bad in de Berkel te kunnen springen.— Dagboek 3 feb. 1901
De verhuizing naar Lochem vond plaats in 1896. De jaren in Lochem waren de meest productieve in hun beider schrijversloopbaan. Ze publiceerden vooral veel over de natuur.
Vanaf 1907 ging het bergafwaarts met de gezondheid van Bruinsma. In 1915 werd hij opgenomen in het Bethesdaziekenhuis voor chronisch zieken in Rotterdam-Kralingen. Hij overleed in 1916. Enkele jaren later werd ook Frederike ziek. Ze overleed in 1919.

## Schrijverschap
In 1880 verscheen het eerste werk van Frederike van Uildriks in druk. Aanvankelijk bestond haar werk uit het citeren van beroemde of minder beroemde schrijvers in de vorm van 'mooie aanhalingen' in de Nieuwe Groninger Courant van 1880. Al in 1881 begon ze ook verslagen in de krant te schrijven. Bijvoorbeeld over het 'Leesmuseum' in Groningen.
In 1882 werd ze gevraagd om bij te dragen aan Stanton's The Woman Question in Europe, vooral over de geschiedenis en de stand van zaken van de vrouwenbeweging en het vrouwenvraagstuk in Nederland. Uiteindelijk verscheen het boek in 1884 zonder het stuk van Frederike. Maar er werd wel naar haar bijdrage verwezen in voetnoten bij de bijdrage van Elise van Calcar. Het verscheen in 1883 onder de titel 'De Nederlandsche Vrouw' in het progressieve blad Vragen des Tijds, dat werd geredigeerd door de kathedersocialist Baltus Hendrik Pekelharing.
Nadat ze in Gorredijk ging samenwonen met Vitus Bruinsma, nam het schrijverschap van Frederike van Uildriks meer professionele vormen aan. Ze kreeg grotere opdrachten voor uitgeverij Tjeenk Willink, zoals de tekst voor Beelden uit Nederlandsch Indië (1893), Grepen uit het dierenleven (1894) en Bij Turken en Arabieren: van Oostersche landen en wat er te zien is (1894).
Ze maakte ook vertalingen. Ze werd redacteur van het bijblad 'Op den Uitkijk' van De Aarde en haar Volken en was hoofdredacteur van Het Schoolblad.
In 1898 verscheen Plantenschat, dat door Van Uildriks en Bruinsma samen geschreven werd. Een jaar later brachten ze Vlinderwereld uit. In 1900 zag het 522 pagina's dikke Natuurgenot : wandeltochten over velden en wegen, door bosch en hei, langs strand en duin het licht. Het was een vertaling en bewerking van Wanderungen in Begleitung eines Naturkundigen door dr. K.G. Lutz, dat geen wandelingen bevat, maar waarin op lichte conversatietoon systematisch wordt weergegeven wat er te vinden is in velden en langs wegen, in bossen en heide enz. Het was prachtig geïllustreerd. Nog voordat Natuurgenot goed en wel was gedrukt begonnen ze al aan de vertaling en bewerking van Kerner von Marilaun's standaardwerk Pflanzenleben. Op 26 februari 1902 meldde Van Uildriks dat het manuscript van 3044 pagina's was voltooid. De uitgever had bedongen dat alleen de naam van Bruinsma op het werk zou komen. Het is waarschijnlijk dat Frederike het meeste vertaalwerk deed, terwijl Vitus de proeven en registers voor zijn rekening nam.
Ook na de 'Kerner von Marilaun' publiceerden ze, alleen of samen, nog verschillende werken: boeken, bundelingen van feuilletons en (bewerkte) vertalingen.